# Karina Lombard
Karina Lombard (Tahití, 21 de enero de 1969) es una actriz franco-estadounidense. Apareció como Isabel Two en Leyendas de pasión, como la jefa Nonhelema en Timeless y como Marina Ferrer en la primera temporada de The L Word.
También ha aparecido en las películas Wide Sargasso Sea y The Firm, y en las series de televisión CSI: Crime Scene Investigation, CSI: NY, NCIS, Rescue Me y Los4400.

## Carrera Profesional
La gran ruptura de Lombard en el modelaje fue una sesión de fotos con un tema de 'nativo americano'. Un año después, una de sus fotografías fue elegida para una cartelera que la llevó a su primer papel actoral. Han aparecido fotografías de ella como modelo en las revistas Elle y Vogue.  
Lombard estudió actuación en la ciudad de Nueva York en el Instituto de Teatro Lee Strasberg y en el Actors Studio , donde también obtuvo experiencia en el escenario actuando en el Gallery Theatre y el Neighborhood Playhouse . 
El primer papel cinematográfico de Lombard fue el de una princesa en L'île (La isla). En 1993, interpretó su primer papel importante como Antoinette Cosway, una heredera jamaicana, en Wide Sargasso Sea, basada en la novela del mismo nombre de Jean Rhys. Tuvo papeles secundarios en The Firm (1993) y Legends of the Fall (1994), y protagonizó Last Man Standing (1996) con Bruce Willis. 
En la década de 2000, se pasó a la televisión, apareciendo en The 4400 y como la restauradora Marina Ferrer en la primera temporada de The L Word. También interpretó al personaje recurrente Geneviève en Rescue Me de FX . 

## Filmografía
- L'Îsle (1987)
- The Doors (1991)
- Wide Sargasso Sea (1993) - Antoinette Cosway
- The Firm (1993)
- Leyendas de pasión (1994)
- Last Man Standing (1996) - Felina
- Kull el conquistador (1997) - Zareta
- Exposé (1998) - Amber Collins
- Early Edition (1 episodio, 1998) - Sammia Watts
- The Violent Earth (1998) - Anna Temaru
- The Seventh Scroll (1999) - Royan
- Guardian (2000) - Ketherine Kross
- Murder at the Cannes Film Festival (2000) - Renee Reno
- Deception (2001) - Margareth
- Big Kiss (2004) - Liz
- Dr. Vegas (Un episodio, 2004) - Jessica Rhodes
- The L Word (16 episodios, 2004-2009) - Marina Ferrer
- Los 4400 (2005 - 2006) - Alana Mareva
- Suspectes (2007) - Claude Perkins
- CSI (1 episodio, 2007) - Pippa Sánchez
- Rescue Me (6 episodios, 2009) - Geneviéve
- Le fils à Jo (2010) - Alice Hamilton
- CSI: Nueva York (1 episodio, 2011) - Eva Martinez